# Фольборт, Александр Фёдорович
Александр Фёдорович Фольборт (11 [22] января 1800[…], Могилёв — 5 [17] марта 1876[…], Санкт-Петербург) — российский врач, естествоиспытатель, минералог и палеонтолог; доктор медицины и хирургии, член-корреспондент Петербургской академии наук. Действительный статский советник.

## Биография
Родился 11 (22) января 1800 года в городе Могилеве в семье пастора, доктора Фридриха Фольборта и Евдокии Курганской, дочери русского священника. По окончании курса в Петропавловском училище в Санкт-Петербурге Фольборт поступил в Тюбингенский университет на медицинский факультет, продолжал затем свои занятия в Эдинбурге, Лондоне и Париже и в 1825 году удостоен Берлинским университетом степени доктора медицины и хирургии.
Вернувшись в российскую столицу, Фольборт, после сдачи экзамена в Императорской Медико-хирургической академии, в 1827 году поступил на службу в Мариинскую больницу и в Экспедицию заготовления государственных бумаг (ныне Гознак).
В 1830-х годах он занимался в основном минералогией и составил богатую минералогическую коллекцию. Минералогия обязана ему открытием в 1838 году ванадиево-кислой меди, образующей редкий, но теперь уже хорошо известный минерал, который академиком Гессом был назван в честь ученого «фольбортитом».
Позднее Александр Фёдорович Фольборт работал в Обуховской больнице, из которой переведен на службу в морское ведомство по медицинской части. В 1833 году Фольборт, по экзамену в ИМХА, был произведен в звание адъюнкт-профессора, а в 1844 года назначен ординатором Санкт-Петербургского морского госпиталя и занимал эту должность до 1848 года. 11 июня 1847 года был пожалован чином статского советника.
В 1851 году А. Ф. Фольборт был определён в 1-й ластовый экипаж, а в 1854 году уволен от службы по семейным обстоятельствам. Причина оставления им медицинской службы была та, что Фольборт с юных лет питал страсть к естественным наукам и медицина представлялась ему лишь необходимым пособием при их изучении.
Выйдя в отставку он занялся палеонтологией. Этому способствовали его летние пребывания в Павловске, окрестности которого, богатые плитными ломками, обрывами и профилями земной коры и доставляли ему редкий материал для его научных занятий. Фольборт собрал обширную коллекцию окаменелостей нижнесилурийской системы окрестностей Петербурга. Согласно выраженному Фольбортом желанию, собранная им в течение 40 лет палеонтологическая коллекция, как и обширная минералогическая, после его смерти поступили в Императорскую Академию наук, которая положила хранить их в своем минералогическом музее отдельно под названием «Собрания А. Ф. Фольборта».
С 1860-х годов он стал первым в России исследователем Конодонтов.
Специальные труды Фольборта помещены в изданиях Императорского Минералогического общества и Петербургской Академии наук, членом-корреспондентом которой он избран был в 1863 году.
Фольборт был также деятельным членом Минералогического общества и в 1868 году был избран в его почётные члены. Кроме того, он с 17 сентября 1846 года состоял действительным членом Московского общества испытателей природы, с 23 декабря 1846 года действительным членом Императорского Русского географического общества, а с 4 октября 1873 года непременным членом Общества любителей естествознания, антропологии и этнографии, состоящего при Императорском Московском университете.
В «Сборнике Санкт-Петербургского минералогического общества» за 1867 год помещено его исследование «О цистобластях, новом роде морских лилий», а в «Записках Санкт-Петербургского минералогического общества» за 1870 год — «О новом слое в силурийской системе Санкт-Петербургской губернии» и мн. др.
Александр Фёдорович Фольборт скончался 5 (17) марта 1876 года в городе Санкт-Петербурге. Похоронен на Волковском лютеранском кладбище.

## Заслуги и память
В честь его палеонтолог В. И. Меллер назвал в 1873 году новый вид ископаемых брахиопод «Vоlborthia».
В честь учёного был назван минерал фольбортит.

## Награды
- Орден Святой Анны 2-й степени (1849)[13].
- Орден Святого Станислава 1-й степени (1867)[14].